# Biblioteca comunale di Ala
La Biblioteca comunale di Ala è una biblioteca pubblica. Nello stesso edificio, che è situato nel centro dell'antico borgo trentino, non distante dalla piazza di San Giovanni con l'omonima chiesa, si trovano l'Archivio storico comunale e le raccolte del Museo Civico "Luigi Dalla Laita".

## Storia
La Biblioteca comunale di Ala ha origine nel 1873, quando venne fondata una "Società di lettura", un circolo di privati cittadini che misero in comune libri e riviste per scambiare conoscenze e opinioni su argomenti di cultura e di attualità. Il gruppo era costituito da nobili e borghesi facoltosi.
Il 2 novembre 1952 venne inaugurata una biblioteca pubblica che voleva rispondere alle esigenze della popolazione e che si proponeva come compito quello di permettere lo studio (grazie alla ricerca, alla raccolta, alla conservazione di numerose fonti) del ricco patrimonio bibliografico e documentario locale. Con l'inizio degli anni 1970, il servizio fu ampliato e reso continuativo, ma sempre legato ad una concezione di biblioteca come "bene culturale" più che come servizio.
Con gli anni 1980, si affermò il principio della biblioteca come servizio pubblico, aperto a tutti, sul modello di un moderno centro di informazione e documentazione.
Fin da allora, la biblioteca ha cercato un maggior contatto ed una maggiore comunicazione con le altre istituzioni.

### Sede

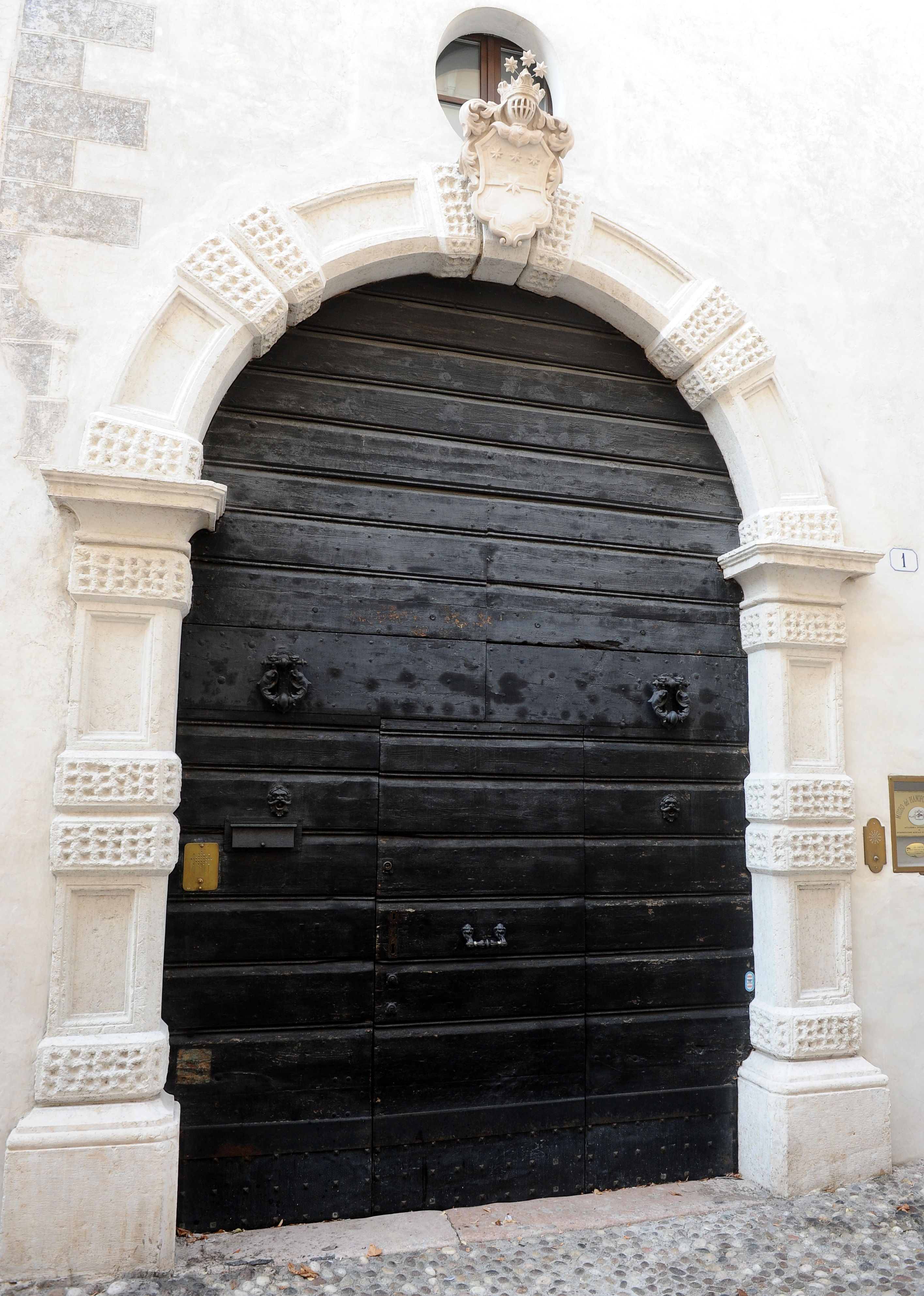
Il portone di Palazzo Zanderighi-Malfatti

L'edificio che ospita la biblioteca è Palazzo Zanderighi Malfatti, in via Roma, il quale è costituito da tre nuclei principali, costruiti in epoche diverse.
Il primo nucleo, di proprietà della famiglia Zanderighi, fu costruito nel XVI secolo e corrisponde alla parte prospiciente l'attuale via Roma (allora via san Giovanni), dove è visibile l'affresco datato 1528, raffigurante una Madonna con Santi: la vergine Caterina, sant'Antonio (sulla destra), santa Lucia e san Rocco (sulla sinistra). Non si hanno notizie circa l'autore. Fanno parte dell'ala più antica sia l'androne principale, sia le stanze che danno sulla via, tra le quali la Sala Borromeo, con soffitto a volta ad ombrello e decorata con affreschi a ricordare il soggiorno ad Ala di Carlo Borromeo (1565). Si ritiene che gli affreschi siano stati realizzati successivamente al soggiorno del Borromeo, per ricordare l'evento. Sulla volta è possibile ammirare paesaggi lacustri, figure umane stilizzate ed alcuni edifici importanti. I soggetti fanno pensare in particolare ad un artista italiano del Settentrione. All'interno delle 14 lunette sono rappresentate delle figure allegoriche. Nel 1783 il pittore veronese Canali effettuò in questa sala un intervento di restauro.
Nel corso della prima metà del XVIII secolo la famiglia Zanderighi cedette progressivamente la proprietà alla famiglia Gresta.
Nel 1741 i nobili Gresta, unici proprietari del palazzo dal 1753, commissionarono alcuni interventi di ristrutturazione che comportarono la sopraelevazione del corpo centrale del palazzo sul lato strada, ornato da finestre in stile barocco. Tra la fine del Settecento e l'inizio dell'Ottocento vennero aggiunti i loggiati interni.
Nel 1887 la Congregazione di Carità acquistò il palazzo, che venne adibito ad orfanotrofio ed asilo grazie alla donazione della famiglia Malfatti (da qui l'intitolazione del palazzo fin dall'anno successivo). L'asilo infantile trovò spazio in questo palazzo fino al 1985.
Nel 1887 vi furono anche altri lavori che modificarono ulteriormente le volumetrie, fino a raggiungere le dimensioni attuali. Da allora non sono stati effettuati interventi di rilievo sulla struttura.

## Patrimonio

### Patrimonio librario
Sezione di pubblica lettura:

#### Sezione bambini e ragazzi
- Per i bambini la biblioteca offre una sezione di prelettura e prime letture. Tra i volumi acquistati negli ultimi anni, numerosi sono quelli relativi al progetto Nati per leggere[2].
- Per i ragazzi è stata predisposta una sezione di narrativa e una di consultazione, ricche di spunti per letture individuali e per ricerche.

#### Sezione adulti
- Fondi archivistici
- Fondi antichi
- Fondi manoscritti
- Fondi musicali
- Emeroteca
- Biblioteca digitale